# Сіґ-Чал
Сіґ-Чал (перс. سيغ چال) — село в Ірані, у дегестані Кухестані-є-Талеш, в Центральному бахші, шагрестані Талеш остану Ґілян. За даними перепису 2006 року, його населення становило 60 осіб, що проживали у складі 12 сімей.

## Клімат
Середня річна температура становить 12,13°C, середня максимальна – 26,34°C, а середня мінімальна – -2,10°C. Середня річна кількість опадів – 570 мм.
| Клімат поселення                              | Клімат поселення | Клімат поселення | Клімат поселення | Клімат поселення | Клімат поселення | Клімат поселення | Клімат поселення | Клімат поселення | Клімат поселення | Клімат поселення | Клімат поселення | Клімат поселення | Клімат поселення |
| Показник                                      | Січ.             | Лют.             | Бер.             | Квіт.            | Трав.            | Черв.            | Лип.             | Серп.            | Вер.             | Жовт.            | Лист.            | Груд.            |                  |
| Середній максимум, °C                         | 9,85             | 8,58             | 10,41            | 14,81            | 19,57            | 24,16            | 26,34            | 25,95            | 21,40            | 18,01            | 13,23            | 10,10            |                  |
| Середня температура, °C                       | 4,50             | 3,24             | 5,07             | 9,46             | 14,24            | 18,83            | 22,20            | 21,81            | 17,26            | 13,86            | 9,08             | 5,97             |                  |
| Середній мінімум, °C                          | −0,83            | −2,1             | −0,27            | 4,14             | 8,89             | 13,49            | 18,06            | 17,68            | 13,11            | 9,73             | 4,94             | 1,83             |                  |
| Норма опадів, мм                              | 45               | 42               | 60               | 57               | 49               | 27               | 13               | 22               | 52               | 85               | 61               | 57               |                  |
| Середньомісячна швидкість вітру, м/с          | 2.14             | 2.48             | 2.47             | 2.58             | 2.26             | 2.15             | 2.49             | 2.31             | 1.97             | 2.00             | 2.26             | 2.02             |                  |
| Середньомісячна сонячна радіація, кДж/м²·день | 6924             | 9388             | 11566            | 15902            | 19602            | 22306            | 23290            | 19841            | 16181            | 11105            | 8385             | 6498             |                  |
| --------------------------------------------- | ---------------- | ---------------- | ---------------- | ---------------- | ---------------- | ---------------- | ---------------- | ---------------- | ---------------- | ---------------- | ---------------- | ---------------- | ---------------- |
| Джерело:                                      |                  |                  |                  |                  |                  |                  |                  |                  |                  |                  |                  |                  |                  |